# برج خشتی بحرالعلوم
برج خشتی بحرالعلوم مربوط به دوره قاجار است و در میبد، محله بحرالعلوم واقع شده و این اثر در تاریخ ۱۰ خرداد ۱۳۸۲ با شمارهٔ ثبت ۹۱۴۲ به‌عنوان یکی از آثار ملی ایران به ثبت رسیده است.